# Eolico d'alta quota

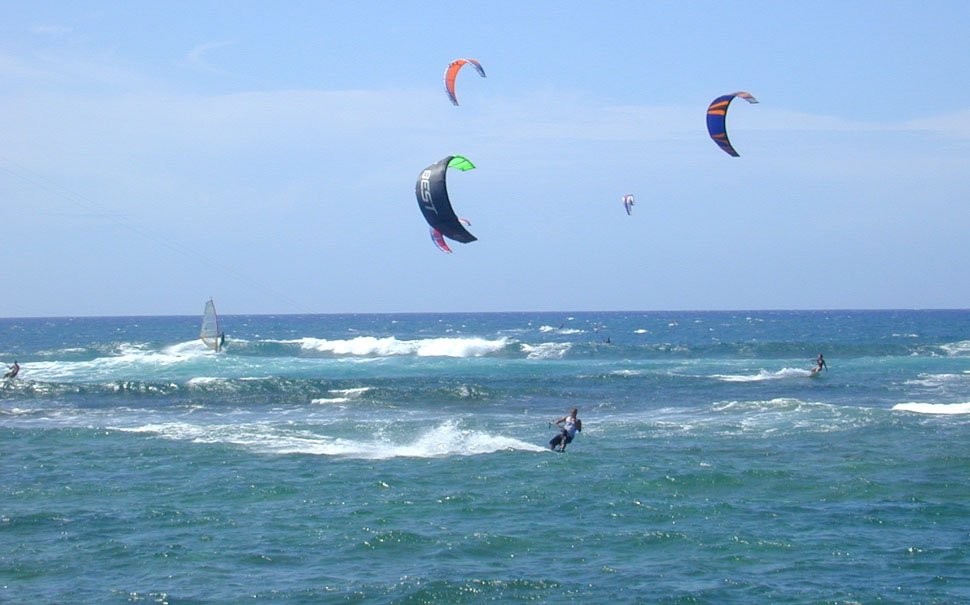
Alcuni progetti d'eolico d'alta quota si basano sull'impiego di aquiloni che ricordano quelli impiegati nel kitesurfing.

Con l'espressione "eolico d'alta quota" si indicano le tecnologie tese a sfruttare l'energia cinetica del vento mediante apparecchiature volanti (quali droni o aquiloni) generalmente collegate a terra da cavi. Numerosi progetti d'eolico d'alta quota, perlopiù allo stadio ancora prototipale, sono ad oggi attivi nel mondo.

## Caratteristiche
Lo sviluppo di queste tecnologie è motivato soprattutto dai seguenti fattori:
1. i venti d'alta quota rappresentano una fonte rinnovabile d'energia capace di soddisfare i fabbisogni energetici del pianeta.
2. i venti d'alta quota sono più forti e costanti di quelli in prossimità del suolo e sono ad oggi ancora inutilizzati per la produzione elettrica.
3. i sistemi per lo sfruttamento dei venti d'alta quota dovrebbero richiedere meno materiali e minor investimenti per unità di potenza producibile, rispetto alla maggior parte delle altre fonti energetiche rinnovabili. Ciò rende tali sistemi candidati alla produzione di energia rinnovabile a basso costo.

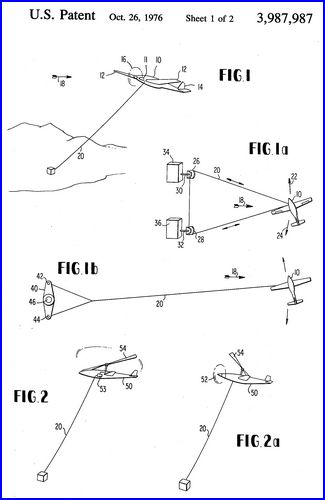
L'illustrazione, tratta da un brevetto, mostra alcune possibili varianti di droni per lo sfruttamento dell'energia eolica d'alta quota

Diverse ricerche sulla  potenza estraibile dai venti d'alta quota sono stati pubblicate negli ultimi decenni.
Nella troposfera i venti tendono normalmente ad aumentare in intensità all'aumentare della quota. Ad una altezza compresa tra 7 e 16 km di altitudine sono situate correnti dette "correnti a getto" con venti di un ordine di grandezza superiore rispetto ai venti di superficie.
Per comprendere appieno l'importanza della velocità del vento si consideri che l'energia massima estraibile dal vento è proporzionale al cubo della sua velocità, come espresso dalla Legge di Betz o, per un sistema eolico d'alta quota, dalla formula della potenza di Loyd. Ciò significa che sono richieste macchine molto più piccole di una turbina eolica tradizionale per produrre la medesima quantità di energia eolica.
La massima densità d'energia sfruttabile è stata individuata intorno a 10000 m da terra, sopra Giappone, Cina orientale, Stati Uniti orientali, Australia meridionale, Africa nord-orientale, con valori medi maggiori di 10 kW/m², impensabili vicino al suolo.
I sistemi per la generazione di energia eolica d'alta quota possono essere classificati in due categorie:
1. sistemi con generazione a terra, dove un velivolo trasmette a terra l'energia meccanica catturata dal vento, mediante uno o più cavi che azionano un generatore elettrico posto appunto a terra. Generalmente il generatore a terra è un alternatore, collegato ad una puleggia o verricello, messo in rotazione dallo svolgimento del cavo. A questa categoria appartengono ad esempio i progetti italiani Kitegen e Kitenergy, il progetto tedesco SkySails Power, l'olandese Ampyx Power, lo svizzero SwissKitePower. Una altra tecnologia Italiana - KGM1 - sta emergendo all'interno della community AWEC: trattasi di generatore lineare a corsa breve e altezza di volo costante. Il progetto ha già validato un grafico Potenza/Tempo che non passa mai a valori negativi, risultando al 2023 l'unico in grado di assicurare una produzione continuativa.
2. Sistemi con generazione in aria, dove l'energia catturata dal vento viene trasformata in energia elettrica direttamente in quota, usando generalmente delle eliche o turbine eoliche di ridotta dimensione; l'energia elettrica viene quindi inviata a terra mediante cavi elettrici. A questa categoria appartengono i progetti statunitensi Joby Energy e Makani Power; quest'ultimo acquisito da Google, ha sviluppato un drone capace di generare 600 kW[5]. In tali sistemi la produzione energetica non dipende tanto dalle dimensioni delle eliche del drone, come ci si potrebbe aspettare, quanto piuttosto dalla superficie alare del drone stesso: i venti imprimono, grazie alla superficie alare, un'accelerazione al drone, che raggiunge così una velocità ben superiore a quella del vento. Le piccole eliche del drone saranno soggette a questo punto ad una "velocità apparente" più alta di quella del vento, e quindi, girando ad altissima velocità, produrranno una potenza estremamente elevata rispetto alle loro dimensioni.

Sono inclusi nella categoria dei sistemi con generazione in aria anche palloni aerostatici capaci di portare in quota una turbina eolica, (es. progetto Altaeros Energies), sistemi che risultano più intuitivi, ma caratterizzati da potenze modeste e maggior consumo di materie prime rispetto alle altre tipologie di dispositivi.
Nel settore sono stati investiti negli ultimi anni circa 200 milioni di dollari e almeno 4 aziende prevedono di commercializzare le loro macchine di generazione eolica entro il 2021.